# Марія Пришляк
Марія Ольга Пришляк (укр. Марія Пришляк, англ. Maria Pryshlak; нім. Marija Pryschljak;* 18 лютого 1949) — американсько-українська історикиня, доктор з історії та політичної філософії Колумбійському університету (1984). Президентка Університету імені Ришарда Лазарського у Варшаві, директорка східноевропейських і євроазійських програм освіти та розвитку Джорджтавнського університету у Вашингтоні, округ Колумбія (США). Деканка (2012—2016), а згодом (2016—2024) ректорка Українського вільного університету (УВУ) у Мюнхені.

## Життєпис
Народилася у DP-таборі в Мюнхені, куди її сім'я емігрувала з України після Другої світової війни. Рятуючись зі Львівщини від наступу радянської армії, її батьки дісталися через Словаччину та Австрію до американської окупаційної зони та прожили певний період часу в таборі для українських втікачів в Баварії, перш ніж іммігрувати до США. Має єдиного брата, з яким вони виросли у Нью-Йорку.
Марія Пришляк вивчала історію та здобула докторат з історії та політичної філософії у Колумбійському університеті (1984). Вона була головною завідуючою редакторкою журналу «Проблеми комунізму» (1988—1990) та протягом 22 років директоркою східноєвропейських та євразійських програм освіти та розвитку в Джорджтавнському університеті (1988—1990), яку фінансував Конгрес США.
Розробила і провадила Стипендіяльну програму Джорджтавну для лідерів, науковців і молодих професіоналів зі Східної Європи (1990—2008). Директор програми Держдепартаменту США для дипломатів Центральної Азії та програми для українських депутатів Верховної Ради (2002—2008).
Пізніше працювала проректоркою, а згодом була обрана президенткою Університету імені Ришарда Лазарського (пол. Uczelnia Łazarskiego) у Варшаві (2007—2008). Членкиня Комісії Фулбрайта в Польщі та Комісії професорів при Міністерстві вищої освіти Польщі (2009), яка готувала стандарти освіти для публічних адміністрацій. Згодом заснувала консалтингову компанію Higher Education Consulting (2011—2015).
Марія Пришляк двічі (2012—2016) обиралася деканкою факультету соціальних наук та права (нині — державних та економічних наук) Українського вільного університету в Мюнхені. На загальних зборах професорсько-викладацького складу та Рад факультетів УВУ 4 липня 2015 р. її було обрано ректоркою університету. Марія Пришляк двічі перебувала на посаді ректора УВУ (2016—2024).

## Нагороди
Кілька разів була нагороджена за різноманітну діяльність, у тому числі: 
- Лицарський хрест Ордена Відродження Польщі, Президент Польщі (2008)
- медаль «Золотий орел» за найвищі громадянські заслуги», президент Албанії (2008)
- медаль «За найвищі громадянські заслуги», прем'єр-міністр Румунії (2008)
- медаль «За заслуги», Голова Національного банку Польщі (2008)
- нагорода «За високі громадянські заслуги», Міністерство освіти Румунії (2008)
- нагорода «За заслуги», Міністерство освіти Польщі
- відзнака «За життєві досягнення» Marquis Who's Who Lifetime Archiever ("Лідер в галузі освіти та визначний професіонал")[5]

## Науковий доробок
- редактор двотомника «Handbook on Diplomacy», Джорджтавнський університет
- «Forma Mixta» як політичний ідеал польського магната, The Polish Review 26, 3 (1981), стор. 26–42, JSTOR 25777832
- авторка монографії з європейської конституціоналістичної теорії «Добре впорядкована держава в політичній філософії польської аристократії: Лукаш Опалінський», Ягелонський університет
- Rozmowa plebana z ziemianinem і Polonia defensa, Колумбійський університет, 1988 р.
- Państwo w filozofii politycznej Łukasza Opalińskiego, Historia Iagellonica Kraków, 2000 р., ISBN 83-88737-15-5